# Acomys dimidiatus
Il topo spinoso orientale (Acomys dimidiatus  Cretzschmar, 1826) è un roditore della famiglia dei Muridi diffuso nel Medio Oriente.

## Descrizione

### Dimensioni
Roditore di piccole dimensioni, con la lunghezza della testa e del corpo tra 95 e 124 mm, la lunghezza della coda tra 93 e 122 mm, la lunghezza del piede tra 18 e 20 mm, la lunghezza delle orecchie tra 15 e 26 mm e un peso fino a 45 g.

### Aspetto
Le parti dorsali sono arancioni-rossastre, cosparse di peli spinosi grigio-brunastri, mentre le parti ventrali sono bianche. La linea di demarcazione lungo i fianchi è netta. Il muso è appuntito. La coda è più corta della testa e del corpo, marrone chiara sopra, bianca sotto. Il cariotipo è 2n=38 FN=70.

## Biologia

### Comportamento
È una specie terricola, notturna e crepuscolare. Si rifugia tra le rocca e talvolta in tane scavate da altri roditori.

### Alimentazione
Si nutre di granaglie e anche di lumache.

## Distribuzione e habitat
Questa specie è diffusa nel Medio Oriente, dalla Penisola del Sinai e Israele, Penisola Arabica fino al Pakistan meridionale.
Vive nelle zone rocciose, nelle steppe aride e nei deserti con vegetazione abbondante tra 300 e 1.200 metri di altitudine. In Egitto si trova spesso nelle abitazioni e in aree agricole.

## Tassonomia
Sono state riconosciute 5 sottospecie:
- A.d.dimidiatus: Penisola del Sinai, Israele, Cisgiordania, Libano meridionale, Siria sud-occidentale, Giordania occidentale, Arabia Saudita occidentale e centrale, Iran meridionale;
- A.d.carmeliensis † (Haas, 1952): Frammenti da sedimenti preistorici trovati nelle grotte Abu Usba, sul Monte Carmelo, in Israele;
- A.d.flavidus (Thomas, 1917): Provincia pakistana del Sindh occidentale;
- A.d.homericus (Thomas, 1923): Yemen;
- A.d.whitei (Harrison, 1980): Oman, Emirati Arabi Uniti orientali.

## Conservazione
La IUCN Red List, considerato il vasto areale, la tolleranza a un vasto tipo di habitat e la popolazione numerosa, classifica A.dimidiatus come specie a rischio minimo (Least Concern).